# Mike Gravel
Maurice Robert Gravel, detto Mike (Springfield, 13 maggio 1930 – Seaside, 26 giugno 2021), è stato un politico statunitense, esponente del Partito Democratico.

## Biografia

### Esordio politico
Nato in una famiglia cattolica, Gravel si convertì all'unitarianismo da giovane. Fece parte dell'esercito statunitense dal 1951 al 1954 e l'anno seguente si laureò in economia alla Columbia University. Nel 1962 entrò in politica diventando membro democratico della Camera dei Rappresentanti dell'Alaska, in cui rimase fino al 1966 (negli ultimi due anni ne fu inoltre "speaker", presidente).
Nel 1966 si candidò alle primarie democratiche per entrare nella Camera dei Rappresentanti nazionale, ma fu sconfitto dall'uscente Ralph Rivers. Nel 1968 tentò di entrare nel Senato ma dovette scontrarsi con il popolarissimo Ernest Gruening: a sorpresa, Gravel lo sconfisse ed approdò a Washington.

### Senatore

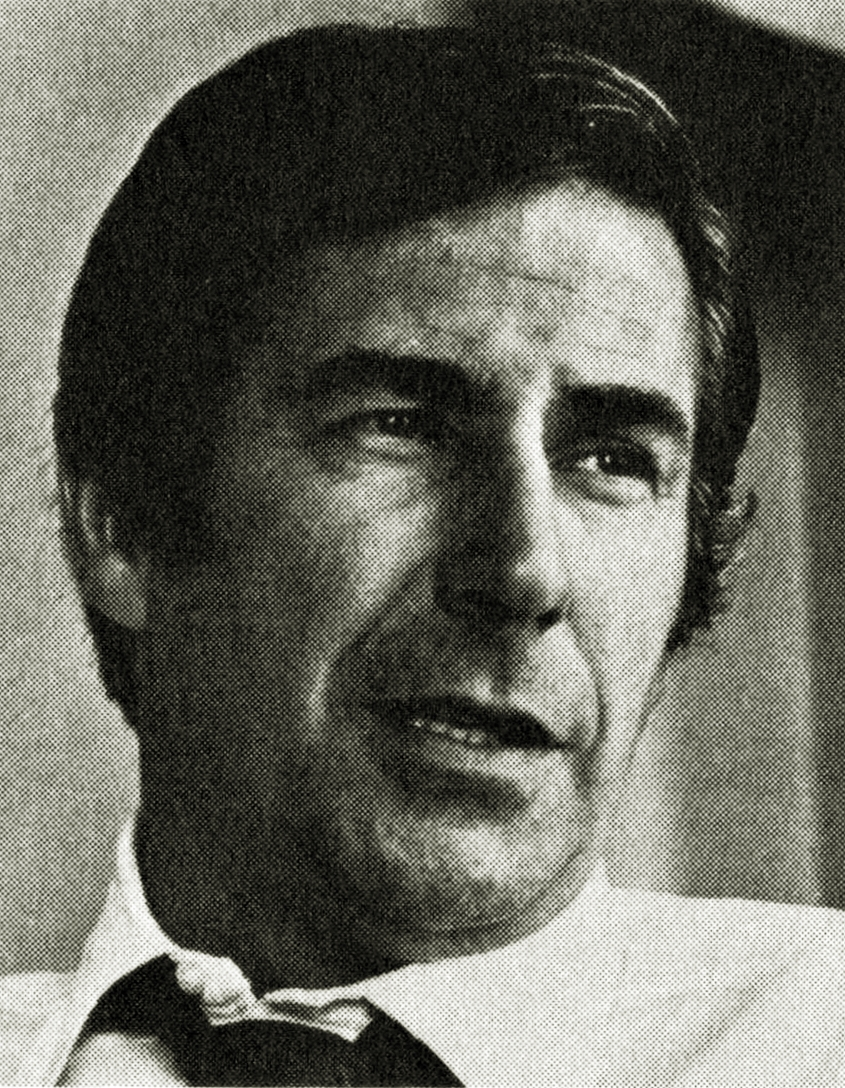
Il senatore Gravel nel 1977.

Durante il suo primo mandato pubblicò un libro intitolato Citizen Power in cui espresse le sue idee populiste. Gravel voleva infatti introdurre nella legislazione statunitense: il reddito minimo garantito per tutti, il finanziamento pubblico delle elezioni, un sistema di tassazione progressiva (molto oneroso per le classi più abbienti, molto tenue per i poveri) senza deduzioni né esenzioni, la diminuzione delle spese militari, l'abolizione della pena di morte, del segreto di stato ed altro; il programma politico di Gravel ricalcava esplicitamente quello del Partito Populista del 1892.
Segnalandosi come uno dei senatori più a sinistra, nel 1972 si attivò per diventare il candidato vicepresidente del Partito Democratico ma il senatore George McGovern gli preferì in questa carica Thomas Eagleton. Nel frattempo, Gravel conservava con facilità il suo seggio al Senato in qualità di rappresentante dell'Alaska.
Nel 1980 tuttavia le cose cambiarono: vinte a fatica le primarie locali (in cui per pochi voti beffò Clark Gruening, nipote del suo ex rivale e collega di partito) Gravel fu battuto a sorpresa alle elezioni dal repubblicano Frank Murkowski e, di conseguenza, perse il suo seggio parlamentare.
Negli anni ottanta e novanta Gravel si ritirò temporaneamente dalla politica, trasferendosi a Arlington County in Virginia con la moglie Whitney Stewart ed occupandosi soprattutto di diritto costituzionale. Il tema da lui più volte affrontato è quello della democrazia diretta, su cui scrisse vari articoli e saggi; si è inoltre dichiarato contrario alla guerra in Iraq.

### Elezioni primarie del 2008
Il 17 aprile del 2006, durante una conferenza stampa, annuncia a sorpresa la sua candidatura alle primarie democratiche in vista delle elezioni presidenziali statunitensi del 2008. La sua campagna elettorale, che ha avuto poco spazio tra i mass-media, è partita dal New Hampshire, stato in cui ha ricevuto l'appoggio della novantasettenne Granny D, celebre attivista politico.
Nelle primarie dei democratici Gravel ottiene percentuali bassissime e prima del Super Tuesday (ovvero il 5 febbraio) ha sempre ricevuto meno dello 0,5% dei voti in ogni stato. Inizialmente, a differenza dei suoi competitori schiacciati dal binomio Barack Obama-Hillary Clinton, preferì continuare la sua campagna elettorale; tuttavia il 25 marzo del 2008 abbandona i democratici per aderire al Partito Libertario con cui tenterà nuovamente, ma anche stavolta vanamente, la nomina presidenziale che andrà a Bob Barr: a seguito di questa sconfitta, annuncia il suo ritiro dalla vita politica attiva.

### Elezioni primarie del 2020
L'8 aprile 2019, dopo alcuni giorni di tweets polemici e poco chiari, ad 88 anni annuncia la sua candidatura alle primarie del Partito Democratico in previsione delle elezioni presidenziali del 2020: la campagna elettorale, nata quasi "per scherzo", basata soprattutto sui meme e gestita da tre adolescenti, non punta alla vittoria ma a "portare una visione critica dell’imperialismo americano nel dibattito democratico". Il 5 agosto si ritira, dopo non essere riuscito a qualificarsi ad alcun dibattito, dichiarando quindi di supportare Bernie Sanders e Tulsi Gabbard.

### Morte
Muore, a 91 anni, il 26 giugno 2021 per un mieloma multiplo nella sua casa di Seaside in California. Il New York Times lo ha definito un senatore dell'Alaska per 2 mandati, ma meglio conosciuto come uno sfacciato che preparava campagne presidenziali a lungo termine.